# Grand Prix Włoch 1950
Grand Prix Włoch 1950 (oryg. XXI Gran Premio D'Italia) – siódma runda Mistrzostw Świata Formuły 1 w sezonie 1950.

## Lista startowa
| Nr | Kierowca                | Zespół                         | Samochód                | Silnik             | Opony |
| -- | ----------------------- | ------------------------------ | ----------------------- | ------------------ | ----- |
| 2  | Johnny Claes            | Écurie Belge                   | Talbot-Lago T26C        | Talbot 4.5 L6      | D     |
| 4  | Franco Rol              | Maserati                       | Maserati 4CLT/48        | Maserati 1.5 L4C   | P     |
| 6  | Louis Chiron            | Maserati                       | Maserati 4CLT/48        | Maserati 1.5 L4C   | P     |
| 8  | Peter Whitehead         | Peter Whitehead (prywatnie)    | Ferrari 125 F1          | Ferrari 1.5 V12C   | D     |
| 10 | Giuseppe Farina         | Alfa Romeo                     | Alfa Romeo 159          | Alfa Romeo 1.5 L8C | P     |
| 12 | Raymond Sommer          | Raymond Sommer (prywatnie)     | Talbot-Lago T26C        | Talbot 4.5 L6      | D     |
| 14 | Giovanni Bracco         | Scuderia Ferrari               | Ferrari 125             | Ferrari 1.5 V12    | P     |
| 16 | Alberto Ascari          | Scuderia Ferrari               | Ferrari 375             | Ferrari 4.5 V12    | P     |
| 18 | Juan Manuel Fangio      | Alfa Romeo                     | Alfa Romeo 159          | Alfa Romeo 1.5 L8C | P     |
| 20 | Luigi de Filippis       | Luigi de Filippis (prywatnie)  | Maserati 4CLT/48        | Maserati 1.5 L4C   | P     |
| 22 | Clemente Biondetti      | Clemente Biondetti (prywatnie) | Ferrari 166S            | Jaguar 3.4 L6      | P     |
| 24 | Philippe Étancelin      | Philippe Étancelin (prywatnie) | Talbot-Lago T26C        | Talbot 4.5 L6      | D     |
| 26 | Reg Parnell             | Scuderia Ambrosiana            | Maserati 4CLT/48        | Maserati 1.5 L4C   | D     |
| 28 | Paul Pietsch            | Paul Pietsch (prywatnie)       | Maserati 4CLT/48        | Maserati 1.5 L4C   | P     |
| 30 | Prince Bira             | Scuderia Enrico Platé          | Maserati 4CLT/50        | Maserati 1.5 L4C   | P     |
| 32 | Cuth Harrison           | Cuth Harrison (prywatnie)      | ERA B                   | ERA 1.5 L6C        | D     |
| 34 | Luigi Platé             | Scuderia Enrico Platé          | Talbot-Lago 700         | Talbot 1.5 L8      | D     |
| 36 | Luigi Fagioli           | Alfa Romeo                     | Alfa Romeo 158          | Alfa Romeo 1.5 L8C | P     |
| 38 | Emmanuel de Graffenried | Scuderia Enrico Platé          | Maserati 4CLT/48        | Maserati 1.5 L4C   | P     |
| 40 | Guy Mairesse            | Guy Mairesse (prywatnie)       | Talbot-Lago T26C        | Talbot 4.5 L6      | D     |
| 42 | Maurice Trintignant     | Equipe Gordini                 | Simca-Gordini T15       | Gordini 1.5 L4C    | E     |
| 44 | Robert Manzon           | Equipe Gordini                 | Simca-Gordini T15       | Gordini 1.5 L4C    | E     |
| 46 | Consalvo Sanesi         | Alfa Romeo                     | Alfa Romeo 158          | Alfa Romeo 1.5 L8C | P     |
| 48 | Dorino Serafini         | Scuderia Ferrari               | Ferrari 375             | Ferrari 4.5 V12    | P     |
| 50 | David Murray            | Scuderia Ambrosiana            | Maserati 4CL            | Maserati 1.5 L4C   | D     |
| 52 | Felice Bonetto          | Scuderia Milano                | Milano 01               | Speluzzi 1.5 L4C   | P     |
| 56 | Pierre Levegh           | Pierre Levegh (prywatnie)      | Talbot-Lago T26C        | Talbot 4.5 L6      | D     |
| 58 | Louis Rosier            | Ecurie Rosier                  | Talbot-Lago T26C        | Talbot 4.5 L6      | D     |
| 60 | Piero Taruffi           | Alfa Romeo                     | Alfa Romeo 158          | Alfa Romeo 1.5 L8C | P     |
| 62 | Gianfranco Comotti      | Scuderia Milano                | Maserati 4CLT/50 Milano | Milano 1.5 L4C     | P     |
| 64 | Henri Louveau           | Ecurie Rosier                  | Talbot-Lago T26C-GS     | Talbot 4.5 L6      | D     |
| 66 | Franco Bordoni          | Scuderia Enrico Platé          | Talbot-Lago 700         | Talbot 1.5 L8      | D     |
| Nr | Kierowca                | Zespół                         | Samochód                | Silnik             | Opony |

## Wyniki

### Kwalifikacje
Źródło: Wyprzedź Mnie!
| P  | Nr | Kierowca                | Konstruktor(-silnik) | Opony | Czas   | Odstęp | Strata | Poz.s. |
| -- | -- | ----------------------- | -------------------- | ----- | ------ | ------ | ------ | ------ |
| 1  | 18 | Juan Manuel Fangio      | Alfa Romeo           | P     | 1:58,6 | -      | -      | 1      |
| 2  | 16 | Alberto Ascari          | Ferrari              | P     | 1:58,8 | 0:00,2 | 0:00,2 | 2      |
| 3  | 10 | Giuseppe Farina         | Alfa Romeo           | P     | 2:00,2 | 0:01,4 | 0:01,6 | 3      |
| 4  | 46 | Consalvo Sanesi         | Alfa Romeo           | P     | 2:00,4 | 0:00,2 | 0:01,8 | 4      |
| 5  | 36 | Luigi Fagioli           | Alfa Romeo           | P     | 2:04   | 0:03,6 | 0:05,4 | 5      |
| 6  | 48 | Dorino Serafini         | Ferrari              | P     | 2:05,2 | 0:01,2 | 0:06,6 | 6      |
| 7  | 60 | Piero Taruffi           | Alfa Romeo           | P     | 2:05,8 | 0:00,6 | 0:07,2 | 7      |
| 8  | 12 | Raymond Sommer          | Talbot-Lago          | D     | 2:08,6 | 0:02,8 | 0:10   | 8      |
| 9  | 4  | Franco Rol              | Maserati             | P     | 2:10   | 0:01,4 | 0:11,4 | 9      |
| 10 | 44 | Robert Manzon           | Simca-Gordini        | E     | 2:12,4 | 0:02,4 | 0:13,8 | 10     |
| 11 | 40 | Guy Mairesse            | Talbot-Lago          | D     | 2:13,2 | 0:00,8 | 0:14,6 | 11     |
| 12 | 42 | Maurice Trintignant     | Simca-Gordini        | E     | 2:13,4 | 0:00,2 | 0:14,8 | 12     |
| 13 | 58 | Louis Rosier            | Talbot-Lago          | D     | 2:13,4 | 0:00   | 0:14,8 | 13     |
| 14 | 64 | Henri Louveau           | Talbot-Lago          | D     | 2:13,8 | 0:00,4 | 0:15,2 | 14     |
| 15 | 30 | Prince Bira             | Maserati             | P     | 2:14   | 0:00,2 | 0:15,4 | 15     |
| 16 | 24 | Philippe Étancelin      | Talbot-Lago          | D     | 2:14,4 | 0:00,4 | 0:15,8 | 16     |
| 17 | 38 | Emmanuel de Graffenried | Maserati             | P     | 2:14,4 | 0:00   | 0:15,8 | 17     |
| 18 | 8  | Peter Whitehead         | Ferrari              | D     | 2:16,2 | 0:01,8 | 0:17,6 | 18     |
| 19 | 6  | Louis Chiron            | Maserati             | P     | 2:17,2 | 0:01   | 0:18,6 | 19     |
| 20 | 56 | Pierre Levegh           | Talbot-Lago          | D     | 2:17,2 | 0:00   | 0:18,6 | 20     |
| 21 | 32 | Cuth Harrison           | ERA                  | D     | 2:18,4 | 0:01,2 | 0:19,8 | 21     |
| 22 | 2  | Johnny Claes            | Talbot-Lago          | D     | 2:18,6 | 0:00,2 | 0:20,0 | 22     |
| 23 | 52 | Felice Bonetto          | Milano-Speluzzi      | P     | 2:19,4 | 0:00,8 | 0:20,8 | 23     |
| 24 | 50 | David Murray            | Maserati             | D     | 2:22   | 0:02,6 | 0:23,4 | 24     |
| 25 | 22 | Clemente Biondetti      | Ferrari-Jaguar       | P     | 2:30,3 | 0:08,3 | 0:31,7 | 25     |
| 26 | 62 | Gianfranco Comotti      | Maserati-Milano      | P     | 2:33,3 | 0:03   | 0:34,7 | 26     |
| 27 | 28 | Paul Pietsch            | Maserati             | P     | 3:00,2 | 0:26,9 | 1:01,6 | 27     |
| P  | Nr | Kierowca                | Konstruktor(-silnik) | Opony | Czas   | Odstęp | Strata | Poz.s. |

### Wyścig
Źródło: Wyprzedź Mnie!
| P                                                     | + / – | Nr | Kierowca                         | Konstruktor     | Okr.        | Czas / Strata | Komentarz                  |
| ----------------------------------------------------- | ----- | -- | -------------------------------- | --------------- | ----------- | ------------- | -------------------------- |
| 1                                                     | 2     | 10 | Giuseppe Farina                  | Alfa Romeo      | 80          | 2h51m17,4     |                            |
| 2                                                     | 4     | 48 | Dorino Serafini Alberto Ascari   | Ferrari         | 47/80 33/80 | +1:18,6       |                            |
| 3                                                     | 2     | 36 | Luigi Fagioli                    | Alfa Romeo      | 80          | +1:35,6       |                            |
| 4                                                     | 9     | 58 | Louis Rosier                     | Talbot-Lago     | 75          | +5 okr.       |                            |
| 5                                                     | 11    | 24 | Philippe Étancelin               | Talbot-Lago     | 75          | +5 okr.       |                            |
| 6                                                     | 11    | 38 | Emmanuel de Graffenried          | Maserati        | 72          | +8 okr.       |                            |
| 7                                                     | 11    | 8  | Peter Whitehead                  | Ferrari         | 72          | +8 okr.       |                            |
| Niesklasyfikowani                                     |       |    |                                  |                 |             |               |                            |
|                                                       |       | 50 | David Murray                     | Maserati        | 56          |               | skrzynia biegów            |
|                                                       |       | 32 | Cuth Harrison                    | Maserati        | 51          |               | chłodnica                  |
|                                                       |       | 12 | Raymond Sommer                   | Talbot-Lago     | 48          |               | skrzynia biegów            |
|                                                       |       | 40 | Guy Mairesse                     | Talbot-Lago     | 42          |               | przewód olejowy            |
|                                                       |       | 4  | Franco Rol                       | Maserati        | 39          |               | wycofał się                |
|                                                       |       | 60 | Piero Taruffi Juan Manuel Fangio | Alfa Romeo      | 25/34 9/34  |               | silnik                     |
|                                                       |       | 56 | Pierre Levegh                    | Talbot-Lago     | 29          |               | skrzynia biegów            |
|                                                       |       | 18 | Juan Manuel Fangio               | Alfa Romeo      | 23          |               | skrzynia biegów            |
|                                                       |       | 2  | Johnny Claes                     | Talbot-Lago     | 22          |               | przegrzanie silnika        |
|                                                       |       | 16 | Alberto Ascari                   | Ferrari         | 21          |               | silnik                     |
|                                                       |       | 22 | Clemente Biondetti               | Ferrari-Jaguar  | 17          |               | silnik                     |
|                                                       |       | 64 | Henri Louveau                    | Talbot-Lago     | 16          |               | hamulce                    |
|                                                       |       | 62 | Gianfranco Comotti               | Maserati-Milano | 15          |               | wycofał się                |
|                                                       |       | 42 | Maurice Trintignant              | Simca-Gordini   | 13          |               | przewód wodny              |
|                                                       |       | 6  | Louis Chiron                     | Maserati        | 13          |               | ciśnienie oleju            |
|                                                       |       | 46 | Consalvo Sanesi                  | Alfa Romeo      | 11          |               | silnik                     |
|                                                       |       | 44 | Robert Manzon                    | Simca-Gordini   | 7           |               | układ przeniesienia napędu |
|                                                       |       | 30 | Prince Bira                      | Maserati        | 1           |               | silnik                     |
|                                                       |       | 28 | Paul Pietsch                     | Maserati        | 0           |               | silnik                     |
| Nie wystartowali / niedopuszczeni do ponownego startu |       |    |                                  |                 |             |               |                            |
|                                                       |       | 52 | Felice Bonetto                   | Milano-Speluzzi |             |               | nie przybył                |
|                                                       |       | 14 | Giovanni Bracco                  | Ferrari         |             |               | nie przybył                |
|                                                       |       | 20 | Luigi de Filippis                | Maserati        |             |               | nie przybył                |
|                                                       |       | 26 | Reg Parnell                      | Maserati        |             |               | nie przybył                |
|                                                       |       | 34 | Luigi Platé                      | Talbot-Lago     |             |               | nie przybył                |
|                                                       |       | 66 | Franco Bordoni                   | Talbot-Lago     |             |               | nie przybył                |
| P                                                     | + / – | Nr | Kierowca                         | Konstruktor     | Okr.        | Czas / Strata | Komentarz                  |

### Najszybsze okrążenie
Źródło: Wyprzedź Mnie!
| Nr | Kierowca           | Konstruktor | Czas   | Okr. |
| -- | ------------------ | ----------- | ------ | ---- |
| 18 | Juan Manuel Fangio | Alfa Romeo  | 2:00,0 | 7    |

## Prowadzenie w wyścigu
Źródło: Racing-Reference.info
| Nr                              | Kierowca        | Okrążenia   | Suma |
| ------------------------------- | --------------- | ----------- | ---- |
| 10                              | Giuseppe Farina | 1-13, 16-80 | 78   |
| 16                              | Alberto Ascari  | 14-15       | 2    |
| \| Wykres \| \| ------ \| \| \| |                 |             |      |
| Wykres                          |                 |             |      |
|                                 |                 |             |      |

## Klasyfikacja kierowców po wyścigu
Pierwsza piątka otrzymywała punkty według klucza 8-6-4-3-2, 1 punkt przyznawany był dla kierowcy, który wykonał najszybsze okrążenie w wyścigu. Klasyfikacja konstruktorów została wprowadzona w 1958 roku.
Źródło: 
Uwzględniono tylko kierowców, którzy zdobyli jakiekolwiek punkty
| P  | +/− | Kierowca              | Starty | Punkty  | P1 | P2 | P3 | PP | NO | NS |
| -- | --- | --------------------- | ------ | ------- | -- | -- | -- | -- | -- | -- |
| 1  | +2  | Giuseppe Farina       | 6      | 30      | 3  | –  | –  | 2  | 3  | 1  |
| 2  | −1  | Juan Manuel Fangio    | 6      | 27      | 3  | –  | –  | 4  | 3  | 3  |
| 3  | −1  | Luigi Fagioli         | 6      | 24 (28) | –  | 4  | 1  | –  | –  | 1  |
| 4  | 0   | Louis Rosier          | 6      | 13      | –  | –  | 2  | –  | –  | 1  |
| 5  | +1  | Alberto Ascari        | 5      | 11      | –  | 2  | –  | –  | –  | 1  |
| 6  | −1  | Johnnie Parsons       | 1      | 9       | 1  | –  | –  | –  | 1  | –  |
| 7  | 0   | Bill Holland          | 1      | 6       | –  | 1  | –  | –  | –  | –  |
| 8  | 0   | Prince Bira           | 4      | 5       | –  | –  | –  | –  | –  | 2  |
| 9  | 0   | Peter Whitehead       | 3      | 4       | –  | –  | 1  | –  | –  | –  |
| =  | 0   | Louis Chiron          | 5      | 4       | –  | –  | 1  | –  | –  | 3  |
| =  | 0   | Reg Parnell           | 2      | 4       | –  | –  | 1  | –  | –  | 1  |
| =  | 0   | Mauri Rose            | 1      | 4       | –  | –  | 1  | –  | –  | –  |
| 13 | +5  | Philippe Étancelin    | 6      | 3       | –  | –  | –  | –  | –  | 3  |
| =  | 0   | Yves Giraud-Cabantous | 4      | 3       | –  | –  | –  | –  | –  | 2  |
| =  | 0   | Raymond Sommer        | 5      | 3       | –  | –  | –  | –  | –  | 4  |
| =  | 0   | Robert Manzon         | 3      | 3       | –  | –  | –  | –  | –  | 2  |
| =  | 0   | Cecil Green           | 1      | 3       | –  | –  | –  | –  | –  | –  |
| =  | N   | Dorino Serafini       | 1      | 3       | –  | 1  | –  | –  | –  | –  |
| 19 | −2  | Felice Bonetto        | 2      | 2       | –  | –  | –  | –  | –  | 1  |
| 20 | −2  | Eugène Chaboud        | 2      | 1       | –  | –  | –  | –  | –  | 1  |
| =  | −2  | Tony Bettenhausen     | 1      | 1       | –  | –  | –  | –  | –  | –  |
| =  | −2  | Joie Chitwood         | 1      | 1       | –  | –  | –  | –  | –  | –  |
| P  | +/− | Kierowca              | Starty | Punkty  | P1 | P2 | P3 | PP | NO | NS |